# 木津川 (大阪府)

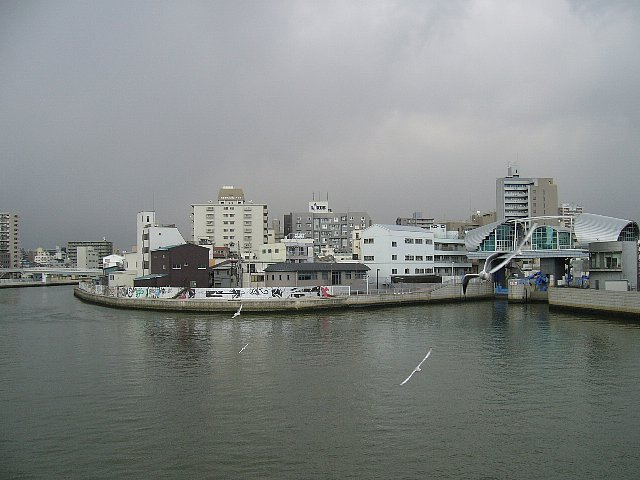
道頓堀川（右手の水門）が合流

木津川（きづがわ）は、大阪府大阪市南西部を流れる淀川水系の下流における分流で一級河川。流域北部は住宅地、南部は倉庫・造船所などの工業地帯を流れる。
干潮水深は昭和5年（1930年）に10.5メートル、昭和15年（1940年）9.4メートル、昭和27年（1952年）3.2メートルと次第に浅くなっている。平均幅員は昭和27年時の調査で169メートル。

## 地理
大阪府大阪市西区中北部で淀川分流の土佐堀川から分かれ、西区中央部を南へ縦断。大阪ドーム近くの大正橋で道頓堀川が東から合流、西へは岩崎運河から尻無川への流れがある。本流は大正区と浪速区、西成区との境界を成しながらなおも南下し、千本松大橋付近から徐々に南西流、そして西流へ転じる。下流では大正区と住之江区の境界となり、木津川運河を分けて大阪港南部（大阪南港東部）へ注ぐ。

## 歴史
古くから掘削され、豊臣家の軍船停泊所の建設や中村勘助の木津川浚渫、江戸幕府の船番所、河村瑞賢の難波島中央部切開、泉尾新田への用水導入、舟囲場、天満屋敷など多くの歴史背景がある。これらについては年表で後述する。
明治20年頃まで木津川は船の出入りが多く、賑わっていたが、その後、より水運の良い安治川に主導権を奪われた。具体的には、大正元年（1912年）の川筋の停泊数で、安治川が2,221隻で最多、木津川1,336隻、尻無川620隻となっている。第一次世界大戦時の造船ブームや付近の工場の進出で木津川は再び活気を取り戻した。現在も運河としての役割を担っている。
- 天正4年（1576年） - 毛利水軍が織田信長軍の兵船を木津川口で破り、石山本願寺内に兵糧を運ぶ（第一次木津川口の戦い）。
- 天正6年（1578年） - 織田方の九鬼嘉隆率いる九鬼水軍の安宅船が大坂を海上封鎖、毛利水軍を木津川沖で撃破（第二次木津川口の戦い）。
- 慶長15年（1610年） - 中村勘助が木津川尻の姫島に豊臣家の軍船係船所を建設し、堤防を築き田畑を開発。豊臣家より「勘助島」（現：大正区三軒家）の名が与えられる。
- 1614年（慶長19年）：木津川口の戦い (1614年)
- 寛永7年（1630年） - 中村勘助による木津川の浚渫。
- 元禄12年（1699年） - 河村瑞賢が難波島を開削工事。木津川の水流を改良。
- 宝永5年（1708年） - 川口の浚渫実施。遠見番所を設置する。
- 享保15年（1730年） - 再度川口の浚渫実施。
- 天保3年（1832年） - 航行改善のため木津川口に870間の石堤を築き、松を植える（千本松の由来）。
- 安政3年（1856年） - 江戸幕府、大坂城代の土屋寅直に木津川口・安治川口への台場建設を指示する。
- 安政4年（1857年） - 幕府、高松藩に木津川口台場の警備命令を出す。
- 文久3年（1863年） - 木津川口を土佐山内藩が、木津川船手番所を美濃苗木藩が警備。
- 明治14年（1881年） - 大阪府が難波島西部を開削して三軒家川を拡幅し、三軒家に倉庫10棟を持つ「舟囲場」（178,000m2）を開設。
- 明治18年（1885年） - この頃から木津川を中心に次々と工場が開業（栗木鉄工所等）。
- 大正3年（1914年） - 木津川焼却場開設。
- 大正4年（1915年） - 大正橋架設。
- 大正5年（1916年） - 木津川運河開削。
- 大正8年（1919年） - 造船所が木津川筋に32社群立。
- 大正9年（1920年） - 岩崎運河開削。
- 大正12年（1923年） - 大正運河開削。木津川尻埋立地に大阪木津川尻飛行場（木津川飛行場の元）が開設。
- 昭和4年（1929年） - 船町に木津川飛行場が日本初の公共用空港として開設。
- 昭和12年（1937年） - 大浪橋架設。
- 昭和15年（1940年） - 木津川の防潮堤完工。
- 昭和45年（1970年） - 大正運河閉鎖。防潮水門完成。（安治川水門#ギャラリーも参照）
- 昭和48年（1973年） - 千本松大橋完成。
- 平成6年（1994年） - 新木津川大橋開通。

## 支流
- 尻無川 - 分流。
- 三軒家川
- 住吉川

## 渡船
中・下流域で、両岸を結ぶ公営渡船が市営で運航されている。歩行者および自転車専用で、無償。建設局による運航（木津川渡のみ港湾局）。渡船と対応する形で道路橋が併設されている箇所もあるが、木津川の貨物船運航に支障のないよう、ループ橋で建設されている。
- 落合上渡 大正区千島1丁目 - 西成区北津守3丁目　日中15分毎。
- 落合下渡 大正区平尾1丁目 - 西成区津守2丁目　日中15分毎。
- 千本松渡 大正区南恩加島1丁目 - 西成区南津守2丁目　日中15分毎。道路橋は千本松大橋が対応。
- 木津川渡 大正区船町2丁目 - 住之江区平林北1丁目　日中45分毎。道路橋は新木津川大橋が対応。

## 主な橋梁
上流から
- 昭和橋 - 土佐堀通
- 木津川橋 - 本町通
- 木津川大橋 - 中央大通・阪神高速16号大阪港線
- 大渉橋
- 松島橋
- 伯楽橋 - 長堀通
- 千代崎橋
- 大正橋 - 千日前通
- 大阪環状線木津川橋梁
- 大浪橋 - 大浪通
- 木津川橋 - 国道43号・阪神高速17号西大阪線
- 千本松大橋
- 新木津川大橋

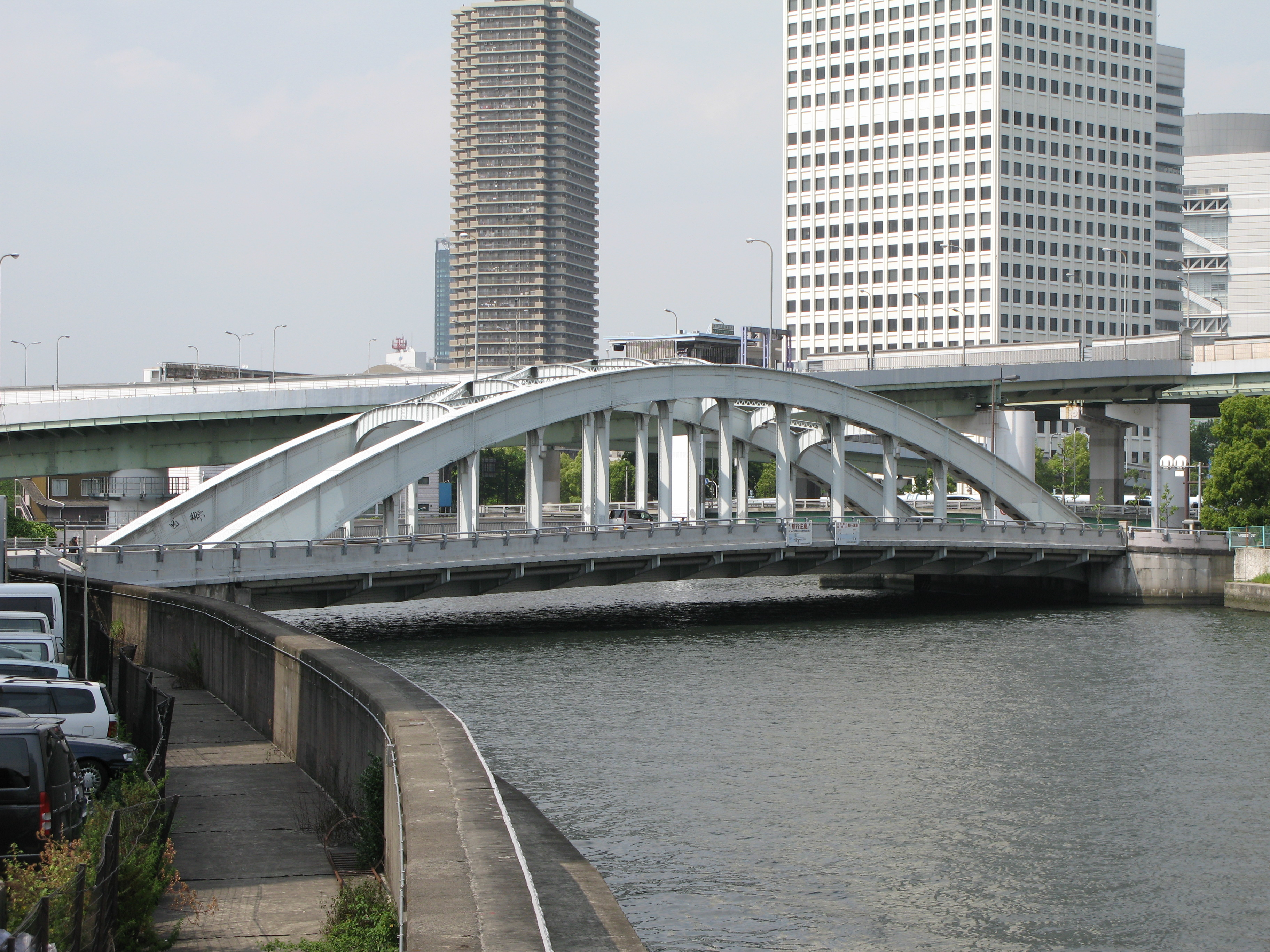
昭和橋
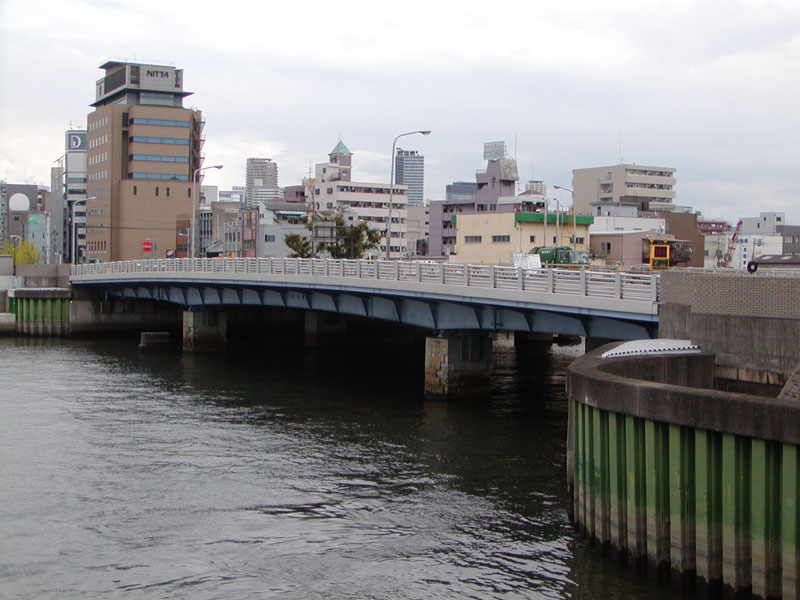
大正橋
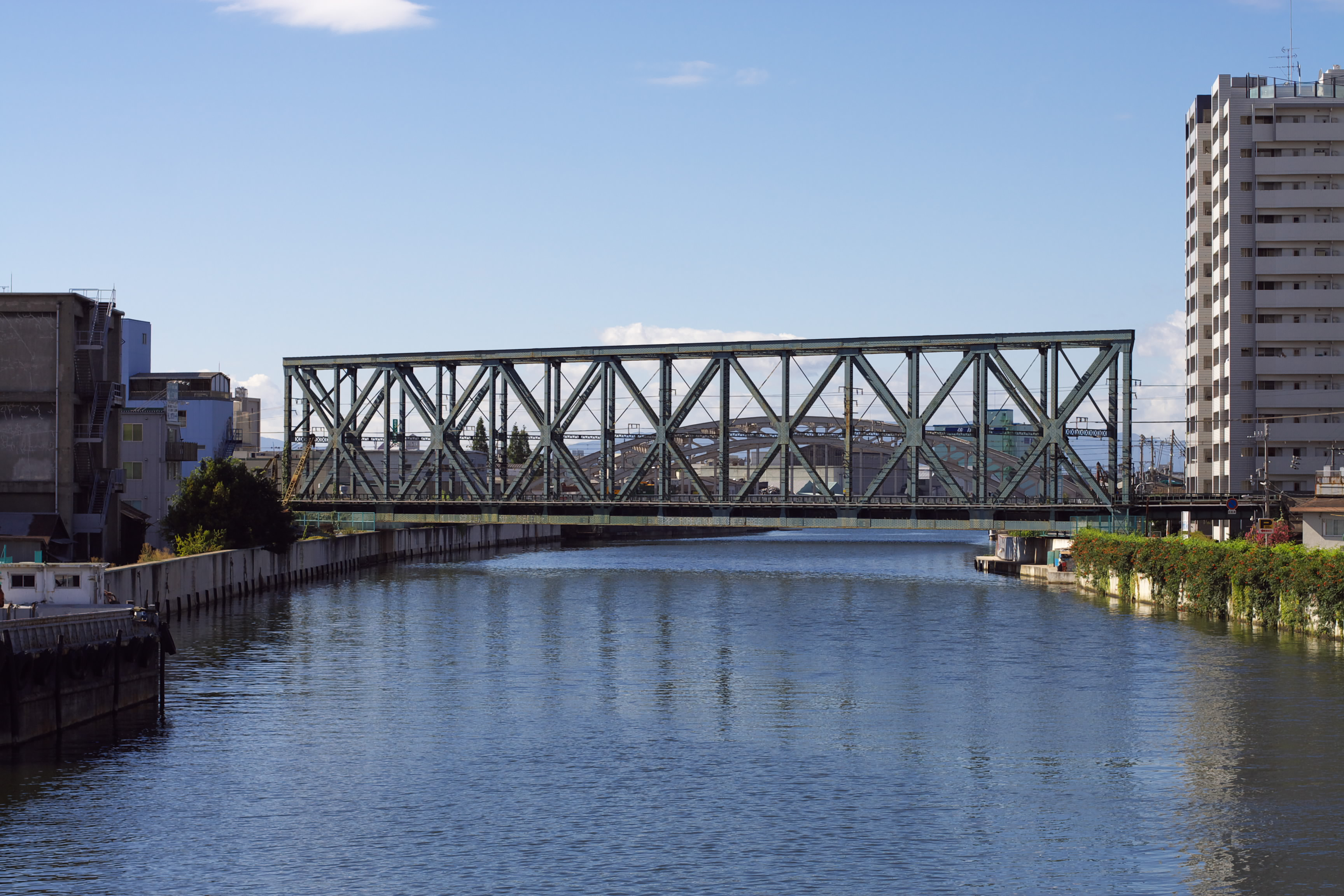
木津川橋梁（大阪環状線）
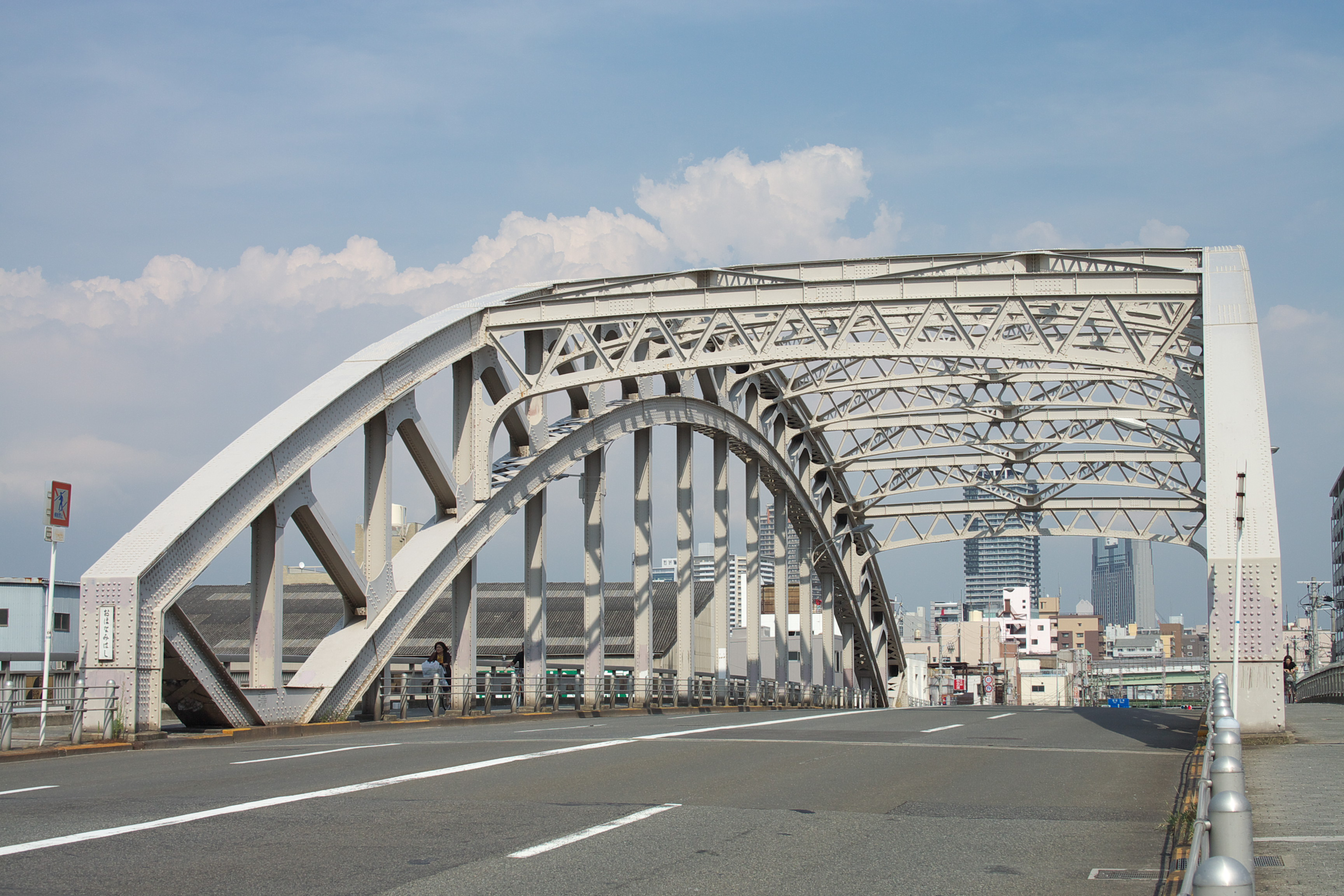
大浪橋
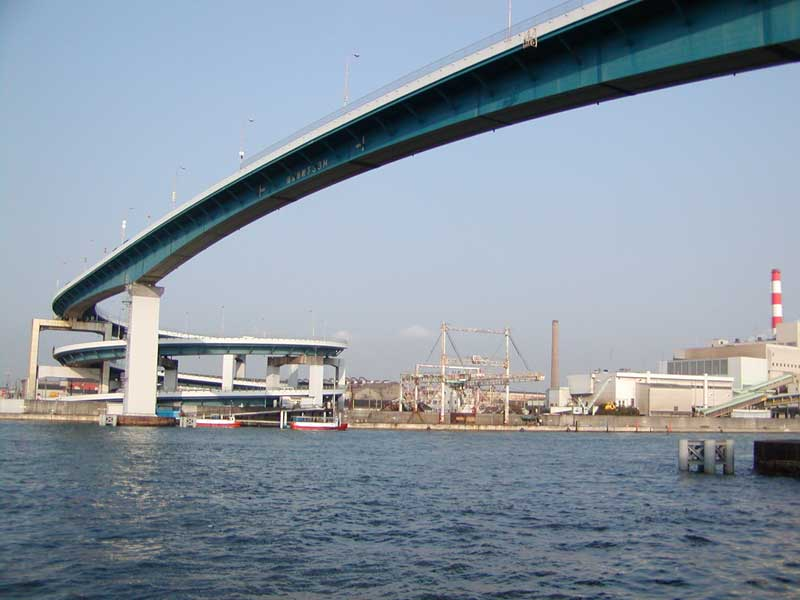
千本松大橋
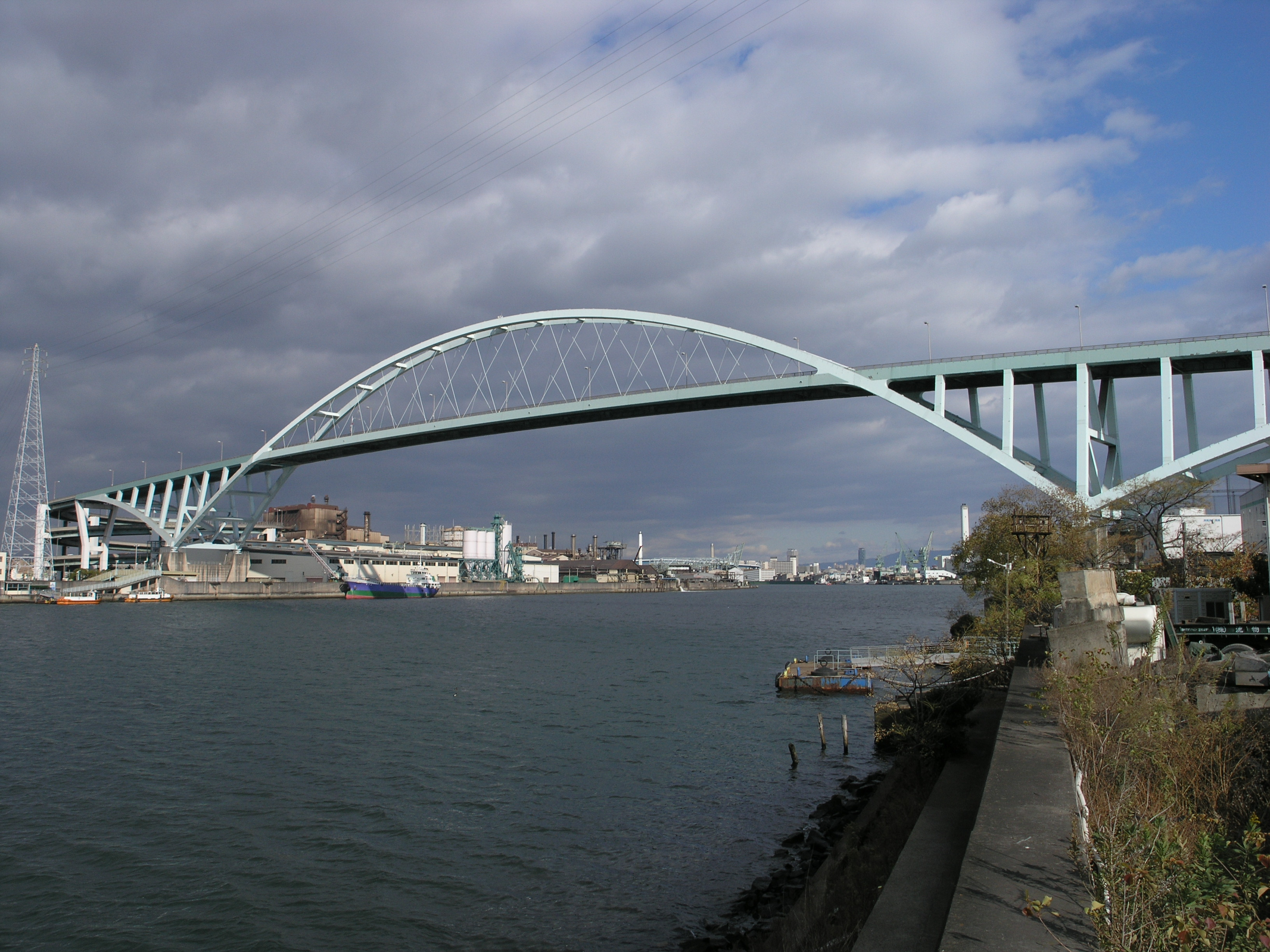
新木津川大橋

## 流域の行政区
（*は左岸に位置する）
大阪府
大阪市西区、大正区、浪速区*、西成区*、住之江区*

## 文化事業
- 2009年から護岸堤防を活用したウォールペインティングが行われている。（2010年からはおおさかカンヴァス推進事業の一環。）

## 参考資料
- 大正区制施行70周年記念事業実行委員会編『大正区制施行70周年記念誌 わがまち大正』大正区制施行70周年記念事業実行委員会、 2003年発行
- 大正区役所編『わたしたちのまち大正区』 2007年発行